# 党怀兴
党怀兴（1962年10月—），男，陕西合阳人，中国古典文献学家，陕西师范大学党委常委、副校长、中文系教授。

## 生平
1979年，进入合阳黑池中学就读。1983年7月，于陕西师范大学中文系获得学士学位。1986年7月，于陕西师范大学中国古典文献学专业毕业，参加工作，同年获得北京师范大学硕士学位。1995年至2004年，任陕西师范大学文学院副院长。2000年至2003年，于北京师范大学汉语言文字学专业获得博士学位。2004年至2012年，任陕西师范大学教务处处长。2012年7月至2015年9月，任校长助理。2015年7月，任陕西师范大学党委常委、副校长。